# Alien: Resurrection
Alien: Resurrection és una pel·lícula estatunidenca de terror i ciència-ficció de 1997, la quarta de la sèrie Alien, sent precedida per Alien, Aliens i Alien³. Es va estrenar el 26 de novembre de 1997 als Estats Units. Aquesta pel·lícula no ha estat doblada al català.

## Argument
Han passat prop de dos-cents anys de la mort de Ellen Ripley a Fury 161. Gràcies a un experiment militar i usant mostres de sang congelada d'aquella presó, oficials científics, després de set intents fallits, aconsegueixen clonar una perfecta còpia de Ripley, a més de l'embrió d'una Reina Alien, que va ser extirpat del seu tors amb èxit.
Un grup de mercenaris arriba a la gegantesca nau USM Auriga, on estan duent a terme un experiment amb un carregament d'obrers vius en hiperson. Ignorant el propòsit d'aquesta càrrega, es limiten a cobrar l'acordat i allotjar-se per un parell de dies en la nau. Els mercenaris llavors coneixen a Ripley, que sembla tenir una força sobrehumana i fins i tot la seva sang és àcida, producte d'una fallada en l'experiment de clonació que ha combinat l'ADN de Ripley amb el del xenomorf.
Aviat, la Reina arriba a la seva fase adulta i són criats dotze Aliens que romanen engabiats en constant estudi. Posteriorment, els xenomorfs aconsegueixen escapar i tota la nau és evacuada quedant solament els set oficials científics, Ripley i els tripulants de la nau Betty (els mercenaris) a bord, al costat d'un grup d'Aliens i la seva reina. L'única manera d'aconseguir escapar consisteix que els supervivents treballin junts i oblidin les seves diferències. Per empitjorar les coses, la nau es dirigeix en el seu procediment d'emergència a la Terra.
En el camí, descobreixen que un membre del grup dels mercenaris, Call (Winona Ryder), és en realitat una androide de segona generació (androides creats per robots, coneguts com a autons) que està assabentada de l'experiment de reviure a Ripley i des d'un principi tenia l'objectiu d'eliminar-la juntament amb l'Alien que portava.
Finalment, aconsegueixen arribar a la Betty, però Ripley queda atrapada al cau de la reina i descobreix que, així com ella té una mica d'Alien, la Reina també té una mica d'humana i haurà d'enfrontar-se a alguna cosa mai abans vist, la Reina dona a llum a un espantós híbrid Xenomorf humà que solament reconeix a Ripley com la seva mare i elimina a la Reina xenomorf d'un sol cop.
La criatura aconsegueix colar-se en la nau de fuita, que aconsegueix desenganxar amb direcció a la Terra abans que la nau Auriga completi la seva fase d'autodestrucció. L'híbrid elimina a un dels tripulants i gairebé acaba amb Call quan Ripley intervé i aconsegueix alliberar a l'androide. Ripley, en acaronar la criatura que la reconeix com la seva mare, s'autoinflige una ferida i amb la sang que emana, la llança a una finestreta de vidre que es fissura per acció de l'agressiu químic que té en la seva sang. L'híbrid és succionat per la descompressió a través del petit orifici i mor de forma espantosa. La nau de rescat aconsegueix travessar l'atmosfera i els supervivents observen la llum del cel terrestre.
Digne de notar que en una finestra de la Betty apareix el símbol de la nau en forma d'una dona en llenceria asseguda sobre una bomba inspirat en els famosos Nose Art que decoraven els avions en la Segona Guerra Mundial

## Repartiment
- Sigourney Weaver com Ellen Ripley.
- Winona Ryder com Annalee Call.
- Dominique Pinon com John Vriess.
- Ron Perlman com Johner.
- Gary Dourdan com Christie.
- Michael Wincott com Frank Elgyn.
- Kim Flowers com Sabra Hillard.
- Dan Hedaya com el General Martin Perez.
- J. E. Freeman com el Dr. Mason Wren.
- Brad Dourif com el Dr. Jonathan Gediman.
- Raymond Cruz com Vincent Di Stefano.
- Leland Orser com Larry Purvis.
- Carolyn Campbell com la Dra. Williamson.
- David St. James com el Dr. Sprague.

## Producció
Sigourney Weaver va cobrar per això gairebé 10 milions d'euros per interpretar una altra vegada el personatge de Ripley. També apareix en la producció cinematogràfica Winona Ryder, que va acceptar el seu paper sense haver llegit el guió, perquè era una amant de la franquícia extraterrestre.
Durant el rodatge Jeunet, segons el seu estil, va utilitzar una fotografia en la qual predominen els tons verds i taronges i a més els aliens van ser creats aquesta vegada gairebé exclusivament per ordinador. La banda sonora instrumental va ser composta per John Frizzell.